# 검찰관 (희곡)
《검찰관》(檢察官, 러시아어: Ревизор 레비조르[*])은 러시아의 희곡이다. 니콜라이 고골의 작품으로 5막으로 되어 있다. 1836년에 상트페테르부르크의 알렉산드린스키 극장에서 초연되었으나 당시에는 찬반양론으로 객석을 들끓게 한 작품이다. 그 결과 작자는 논쟁을 피하기 위하여 국외로 도피할 정도로 제정 러시아의 지방관리의 악덕을 철저히 묘사한 희극이다.

## 줄거리

### 제1막
지방 소도시의 시장의 저택. 페테르부르크에서 검찰관이 시찰하러 온다는 편지를 받은 시장은 지방의 유지들을 모아 대책을 강구하고 있다. 거기에 지주인 도브친스키와 보브친스키가 검찰관다운 뛰어난 용모를 가진 사나이가 여관에 머무르고 있음을 알리러 온다.

### 제2막
그러나 여관에 머무르고 있는 것은 다름 아닌 하급 관리 헬레스타코프로 도박으로 가진 돈을 다 날려버린 결과 여관에서는 식사(食事)마저도 주지 않는 형편이다. 그러나 그를 검찰관이라고 굳게 믿고 있는 시장은 여관에까지 가서 정중히 그를 맞아들이고 여관의 밀린 계산마저 지불한다.

### 제3막
검찰관인 체하고 시침을 뗀 헬레스타코프는 지방의 유지들을 따라 시장의 저택으로 온다. 시장의 처 안나와 딸 마리아를 상대로 그는 득의(得意)의 허풍을 떤다. 그리고 시장을 비롯한 유지들은 안절부절한다.

### 제4막
시장 저택에 유숙한 헬레스타코프는 그 지방 유지들 한 사람 한 사람에게 돈을 좀 빌려달라고 한다. 지방의 명사들은 그들대로 그에게 돈을 빌려줌으로써 그들의 부정이 은폐되어 별 탈 없이 끝날 것이라고 안도한다. 이 사이에 헬레스타코프는 시장의 딸 마리아와 약혼까지 하기에 이른다.

### 제5막
시장의 저택에는 마리의 약혼을 축하하기 위한 지방의 유지들이 모여 있다. 거기에 우체국장이 헬레스타코프가 그의 친구에게 보낸 편지를 가지고 뛰어든다. 거기에는 그 지방 유지들을 비웃는 악평이 쓰여져 있는 게 아닌가. 시장 저택에 모인 사람들은 가짜 검찰관을 진짜 검찰관으로 오인한 죄를 서로 덮어씌우는 일로 인하여 소동을 피우게 된다. 그때 진짜 검찰관이 도착했다는 전갈이 온다.

## 공연

### 한국에서의 공연
한국에서의 공연은 1932년 5월 4일부터 3일간, 극예술연구회의 직속 극단 '실험무대'의 제1차 시연형식(試演形式)으로 행해졌다. 당시 공연을 한 진용은 다음과 같다.   번역－함대훈, 연출－홍해성, 출연에는 극예술연구회 동인들인 이헌구(李軒求), 함대훈(咸大勳), 서항석(徐恒錫), 유치진(柳致眞), 이하윤(異河潤), 김진섭(金晋燮) 등이었으며, 그 이후의 한국 신극의 주동적 인물이 망라되었다는 점은 특기할 만하다.

## 같이 보기
- 카를 추크마이어
- 프리드리히 뒤렌마트